# CRB El Milia
 (octobre 2017).
 (octobre 2017).
Si vous disposez d'ouvrages ou d'articles de référence ou si vous connaissez des sites web de qualité traitant du thème abordé ici, merci de compléter l'article en donnant les références utiles à sa vérifiabilité et en les liant à la section « Notes et références ».
Maillots
Le Chabab Riadhi Baladiat El Milia (en arabe : الشباب الرياضي لبلدية الميلية, et en en tifinagh : ⴻⵍ ⵎⵉⵍⵉⴰ ⵉⵃⵓⴷⵔⵉⵢⵏ), plus couramment abrégé en CRB El Milia ou encore CRBEM, est un club algérien de football fondé en 1935 et basé dans la ville d'El Milia. Le club a été officialisé le 23 mars 1935.
C'est l'un des plus anciens club du football algérien et le premier de la wilaya de Jijel. Les joueurs du club sont surnommés Les Cavaliers rouges. Le CRBEM disputa ses premières compétitions officielles à partir de l'année de sa fondation, 1935, au sein de ligue de Constantine de Football Association.
Le CRB El Milia évolue au stade Saidouni Bachir (Boutias), à la sortie de la ville. Il est considéré comme l'une des meilleures écoles de football de la région. Le manque de financement est son principal handicap pour être compétitif au plus haut niveau.
| \| El Milia \| Localisation de la ville d'El Milia |
| El Milia                                           |

## Historique

### Période coloniale française
Au début, le club se nommait: Avenir d'El Milia, et arborait les couleurs noir et blanc. Une association sportive avait été créée en 1911. Elle était le noyau du club à l'époque coloniale française, et incarnait le militantisme sportif des Algériens face aux clubs composés d'Européens. Durant la guerre d'Algérie, le club a suspendu sa participation aux compétitions, à la suite des consignes du FLN.

### Période de l'Algérie indépendante
Après l'indépendance de l'Algérie, les dirigeants du club vont remanier profondément la composition de l'équipe, au vu des compétitions à venir.

## Parcours dans la coupe d'Algérie

### Parcours de l'équipe Seniors
Le CRB El Milia obtient son meilleur résultat en Coupe d'Algérie en atteignant les huitièmes de finale lors de l'édition 2002-2003. Le club élimine le 2 mars 2003 le MC Bouira en 32e de finale aux tirs au but (3 tirs réussis contre 0, après un score de 2-2). Lors du tour suivant, El Milia est opposé à l'autre club de la wilaya de Jijel, le JS Djijel. Le match est remporté 1 but à 0 lors des prolongations, grâce à Ahdjila Rafik, le 13 mars 2003, au stade Abdel Madjid Bouteldja de Skikda. En huitième, le CRBEM s'incline face au MO Constantine, le 24 mars 2003.
Le CRBEM atteint à quatre reprises les seizièmes de finale : 
- Lors de l'édition 2001-2002 ; le CRBEM élimine le 14 mars 2002 en 32e de finale l'ASM Oran par 2 buts à 1, après prolongations, puis s'incline lors du tour suivant, le 28 mars, face au HB Chelghoum Laid par 2 buts à 1[3] ;

- Durant l'édition 2004-2006 ; El Milia s'impose le 29 décembre 2005 en 32e de finale, sur le score de 2 buts à un, face au WA Boufarik. Lors du seizième, El Milia s'incline 3 buts à 2 face à USM Annaba, le 9 février [4] ;

- En 2011-2012 ; El Milia élimine le 31 décembre 2011 le RC Kouba, sur le score de 1 à 0, puis s'incline lors du tour suivant 2 buts à 0, face au WAB Boufarik, le 24 février, au stade Mohammed Ben Hadded de Kouba à Alger[5] ;

- Durant l'édition 2022-2023 ; le CRBEM s'impose le 29 décembre 2023 en 32e de finale, sur le score de 1 buts à 1 face au NRB Touggourt après les tirs au but (3-1) [6]. Lors du seizième, El Milia s'incline 2 buts à 1 face à NC Magra le 3 mars[7].

Le club atteint également à deux reprises les 32e de finale :
- Durant la saison 1974-1975 ; il est éliminé par le MO Constantine (finaliste lors de cette édition) sur le score de 3 buts à 1 ;

- Et durant la saison 2016-2017 ; El Milia s'incline le 16 novembre 2016 au stade de Saidouni Bachir (Boutias), à domicile, face au MB Rouissat sur le score de 2 buts à 1[8].

### Parcours de l'équipe Cadets
L'équipe cadet est finaliste de la Coupe d'Algérie Cadet lors de l'édition 2002-2003. Cette finale est disputée le 12 juin 2003. Les cadets ont représenté l'Est de l'Algérie au Stade Mustapha-Tchaker à Blida face à l'ASM d'Oran et se sont inclinés 3 buts à 2.

## Identité du club

### Couleurs
Le CRBEM a connu plusieurs noms depuis sa création. Le club a arboré les couleurs rouge et blanc.   Le rouge se référant à l'amour de la nation et le blanc symbolisant la pureté et l'espoir.

### Les différents noms du club
| Avenir d'El Milia   |
| 1911 مستقبل الميلية |

| Avenir El Milia     |
| 1935 مستقبل الميلية |

| Musulman Olympique El Milia          |
| 1944 النادي الإسلامي أولمبيك الميلية |

| Mouloudia Olympique El Milia                  |
| 1944 النادي الإسلامي لمولودية أولمبيك الميلية |

| Jeunesse Sportive El Milia    |
| 1948 الشبيبة الرياضية الميلية |

| Chabab Riadhi El Milia      |
| 1971 الشباب الرياضي الميلية |

| Chabab Riadhi Baladiat El Milia    |
| 1978 الشباب الرياضي لبلدية الميلية |

### Maillots portés par le club
|  |  |  |  |

## Infrastructures

### Stade

#### Boudjemaa Tahar
L'ancien stade Boudjamaa Tahar, situé au centre ville, a vu le CREM affronter les grandes équipes de l'Est algérien. Ce stade est laissé à l'abandon.

#### Saidouni Bachir (Boutias)
Le stade de Saidouni Bachir remplace l'ancien stade Tahar Boudjemaa comme stade de compétition du club. Opérationnel depuis 2007, le complexe sportif de Saidouni Bachir est doté d'une aire de gazon naturel, d'une piste d'athlétisme semi-olympique et d'autres dépendances. Le stade a une capacité de 5 000 places pouvant être agrandie à l'avenir .

### Cercle des amis du club
Le cercle ou le café du CRB EL Milia est situé au centre-ville d'El Milia.

### Ventes d'accessoires sportifs de l'équipe
Quelques boutiques non officielles dans les quartiers de la ville vendent des articles et équipements aux couleurs du CRBEM.

### Sponsors
- 2019 :  Danieli Spa
- 2024 :  APC El Milia

### Équipementiers
- 2016–2017 :  Joma
- 2017–2018 :  Adidas
- 2018–2019 :  Joma
- 2019–2020 :  Joma
- 2020–2021 :  Adidas
- 2021–2022 :  Adidas
- 2022–2024 :  Legea
- 2024–2025 :  Kappa

## Aspects juridiques et organisationnels

### Direction
Le club du CRB El Milia est dirigé depuis 2022 par Demigha Essaïd.

## Personnalités du club

### Entraîneurs
Avec plus de 80 ans d'existence, le club a vu passer un certain nombre d'entraineurs, dont voici une liste exhaustive :   
- Draghi Chisco
- Mohamed Chérif Boudah
- Abdeslam Atik
- Abdelkader Boucherit
- Youcef Boucherit
- Bachir Draa
- Abdelkrim Latreche
- Abdelmadjid Niboucha
- Nabil Neghiz
- Mohamad El Khelfaoui
- Mounir Dob
- Mahdi Rachid

### Présidents
- Youcef Boucherit
- Mahfoud Taoutaou
- Rabia Titah
- Slimane Meskaldji
- Mahdi Bennini
- Mabrouk Bouterra
- Salah Krid
- Jalal Reghioua

### Anciens joueurs
Certains joueurs ont contribué aux grands succès de cette équipe : 
- Bouandel Brahim
- Dalichaouch Ahcene
- El Hadi Mohamed
- Atik Abdeslam
- Boussis Zidane
- Boucherit Abdelkader
- Boucherit Youcef
- Boucherit Hacene
- Bourbia Salah
- Derouiche Hocine
- Arzour Cherif
- Boulaa Kaddour
- Bennini Abdelaziz
- Saïdani Rabah
- Boultif Younes
- Laboudi Abdelmajid
- Kerouaz Habib
- Medjdoub Rabah
- Atik Rabah
- Allalouche Tahar
- Boulekrabaa Abdeslam
- Boudjemaa Tahar
- Kehal Smaïl
- Nouicer Rabah
- Krid Ahmed
- Bouskia Mouhamed
- Benyezzar Kaddour
- Houam Ali
- Bouchiba Abderazak
- Lalaa Hamani
- Lebsir Abdennour
- Demigha Foudil
- Litim Mahmoud
- Boudechicha Brahim
- Fellah Mohamed
- Zouitni Brahim
- Chidekh Mourad
- Bouskia Noureddine
- Farah Nabil
- Bouterra Brahim
- Bounnah Ahcène
- Benyezzar Tahar
- Belabed Hocine
- Laaboudi Boujemaa
- Hiouel Ammar
- Fermas Kamel
- Belibel Saïd
- Boukssiba Ramdan
- Kehal youcef
- Bouaziz Azzouz
- Anicer Mohammed
- Benniou Rabah
- Farah Rabah
- Gueddar Fodil
- Hedjaz Abdeldjalil
- Ghettout Mohammed Tahar
- Boudechicha Abbes
- Bouchakri Abderezak
- Khmissi Ibrahim

## Supporters
Rachid Amiour dit « Doula », supporter du CRB El Milia   et de l'équipe nationale  est une véritable figure dans l'Est de l'Algérie.
Il était reçu en vedette sur tous les stades de l'Est où il faisait son show de supporter, à la fois passionné et boute-en-train, attirant la sympathie, surtout à Constantine au Stade Mohamed Hamlaoui puisqu' il était un fidèle supporter du club Constantinois le CS Constantine. À son arrivée dans les gradins, les supporters ne manquaient pas de chanter :  « Ohohohoh Doula est arrivé ! ».

Enfant d'El Milia et d'une famille aimant le sport, Rachid Amiour, qui est né en 1959, était un amoureux du CRBEM. Il ne ratait aucune rencontre ni aucun déplacement.
Il est décédé le 17 février 1994, pendant le mois du Ramadhan, sur la route de Béjaia. Un hommage lui a été rendu. Sa famille fit, par la suite, don de sa banderole au club d'El-Milia.

## Groupe de supporters
Le club dispose deux groupes de supporters :  Groupe Les Fidèles et l'ultras Cattivi Ragazzi
| Nom                   | Abréviation | Date de création | Emplacement du stade |
| --------------------- | ----------- | ---------------- | -------------------- |
| Groupe Les Fidèles    | GLF         | 2017             | Tribune              |
| Ultra Cattivi Ragazzi | UCR         | 2016             | Tribune              |